# L'oli de la vida
L'oli de la vida (títol original en anglès: Lorenzo's Oil) és una pel·lícula dramàtica de 1992 dirigida per George Miller. Està basada en la verdadera història d'Augusto i Michaela Odone, dos pares en una lluita acarnissada per buscar un tractament per al seu fill Lorenzo, afectat d'adrenoleucodistròfia (ALD). Aquesta pel·lícula ha estat doblada al català.

## Argument
Incapaços de trobar un metge que pugui tractar l'estranya malaltia del seu fill, una parella es dedica a buscar el seu propi tractament.
Any 1984: Augusto i Michaela Odone s'assabenten que el seu fill de cinc anys, Lorenzo, està afectat d'una malaltia genètica considerada incurable, l'adrenoleucodistròfia (ALD); una estranya malaltia que provoca el deteriorament progressiu i irreversible del sistema nerviós. Considerada una malaltia minoritària en el món mèdic i científic, els Odone lluitaran perquè els científics i experts els ajudin a tractar el seu fill. Serà precisament gràcies a la seva intervenció i als diferents simposis que organitzaran que acabaran descobrint el remei capaç de salvar-lo, el famós «oli de Lorenzo».

## Repartiment
- Nick Nolte: Augusto Odone
- Susan Sarandon: Michaela Odone
- Zack O'Malley Greenburg: Lorenzo Odone
- Peter Ustinov: Prof. Gus Nikolais
- Kathleen Wilhoite: Deirdre Murphy
- Gerry Bamman: Dr. Judalon
- Margo Martindale: Wendy Gimble
- James Rebhorn: Ellard Muscatine
- Ann Hearn: Loretta Muscatine
- Maduka Steady: Omuori
- Mary Wakio: ensenyant a les Comores
- Don Suddaby en el seu propi paper
- Colin Ward: Jake Gimble
- LaTanya Richardson: la infermera Ruth
- Jennifer Dundas: la infermera Nancy Jo
- William Cameron: Pellerman
- Eddie Murphy: cameo de l'actor afroamericà en el paper del company de treball de Joe
- Laura Linney: la jove professora

## Al voltant de la pel·lícula
- Primer paper al cinema de Laura Linney (The Truman Show, Love Actually)
- Lorenzo Odone va morir als 30 anys el 30 de maig de 2008.